# Rugby a 15 nel 1909

## Attività internazionale

### Tornei per nazioni
|  | Home Championship | Galles |

### Test e tour
- La Francia disputa 3 test contro tre squadre britanniche con altrettante sconfitte

| Leicester 30 gennaio 1909 | Inghilterra | 22 – 0 | Francia | Welford Road |

| Arbitro: | W Williams |

|                        |           |                                                                                 |
| mete: Sagot tr,. Sagot | Marcatori | mete: Mel Baker (3) Jack Jones (2) Trew(3) Watts Johnnie tr.: Bancroft (6) Trew |

| Dublino 20 marzo 1909 | Irlanda | 19 – 8 | Francia | Lansdowne Road |

## Barbarians
- I Barbarians hanno disputato i seguenti match:

| Penarth 9 aprile 1909 | Penarth RFC | 3 – 8 | Barbarians |  |

| Swansea 10 aprile 1909 | Swansea RFC | 19 – 5 | Barbarians | (Saint Helen's) |

| Cardiff 12 aprile 1909 | Cardiff RFC | 22 – 0 | Barbarians | Arms Park |

| Cheltenham 13 aprile 1909 | Cheltenham | 3 – 9 | Barbarians |  |

| Cardiff 27 dicembre 1909 | Cardiff RFC | 30 – 0 | Barbarians | Arms Park |

| Newport 28 dicembre 1909 | Newport RFC | 19 – 8 | Barbarians | (Rodney Parade) |

| Leicester 29 dicembre 1909 | Leicester Tigers | 9 – 9 | Barbarians | (Welford Road) |

## Campionati nazionali
| Francia              | Campionato              | Stade bordelais             |
| Inghilterra          | Campionato delle contee | Durham                      |
| Nuovo Galles del Sud | Shute Shield            | Glebe                       |
| Nuova Zelanda        | Ranfurly Shield         | Auckland detentore dal 1905 |